# Marktzicht

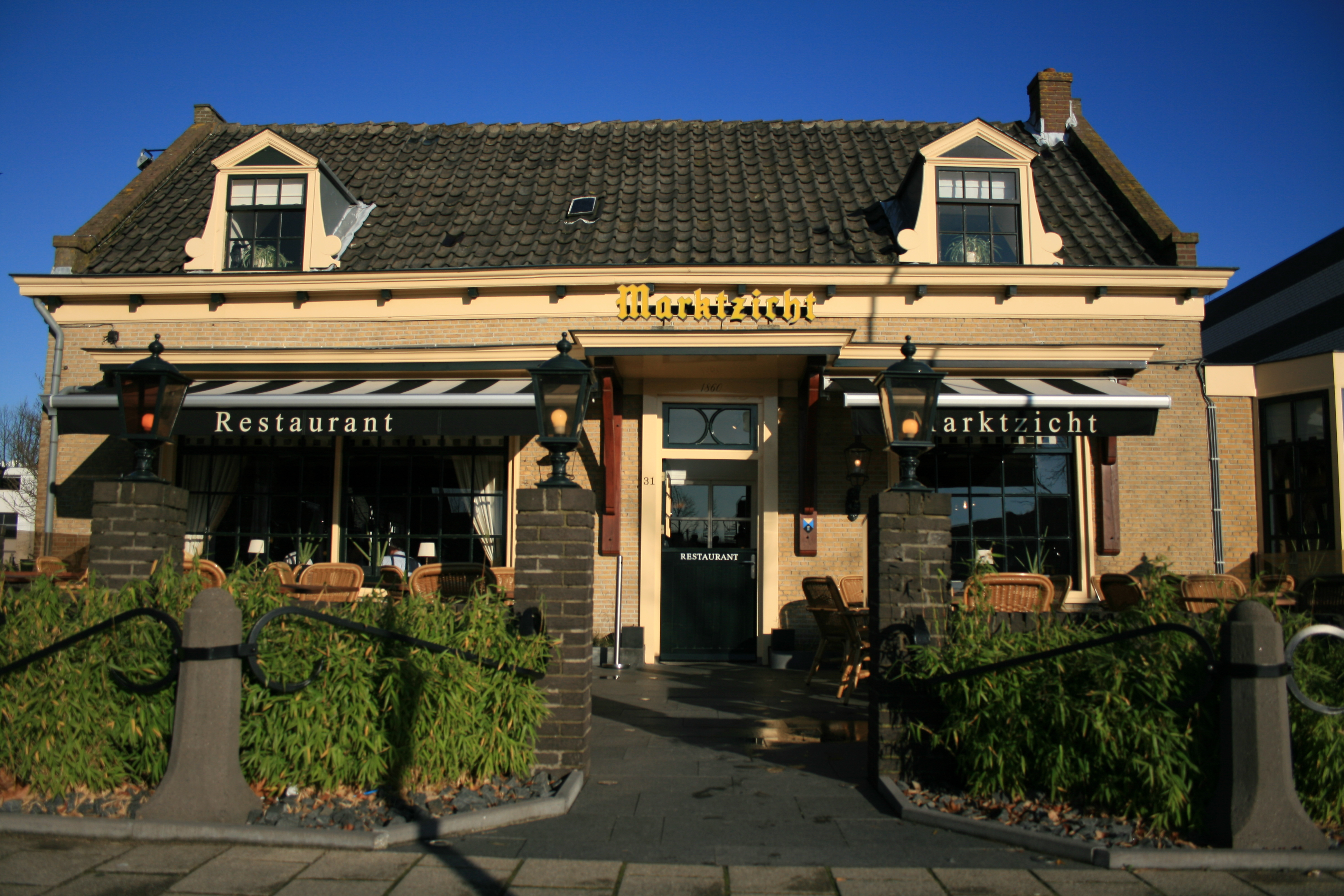
Restaurant Marktzicht in 2008

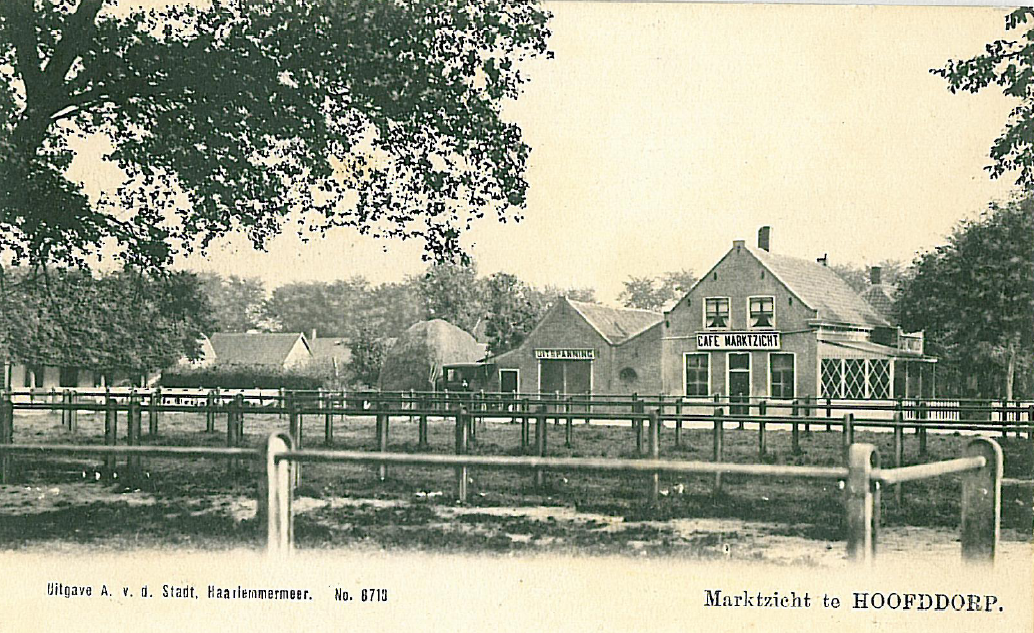
Zijkant Marktzicht, circa 1900-1911, op de voorgrond is de paardenmarkt goed te zien

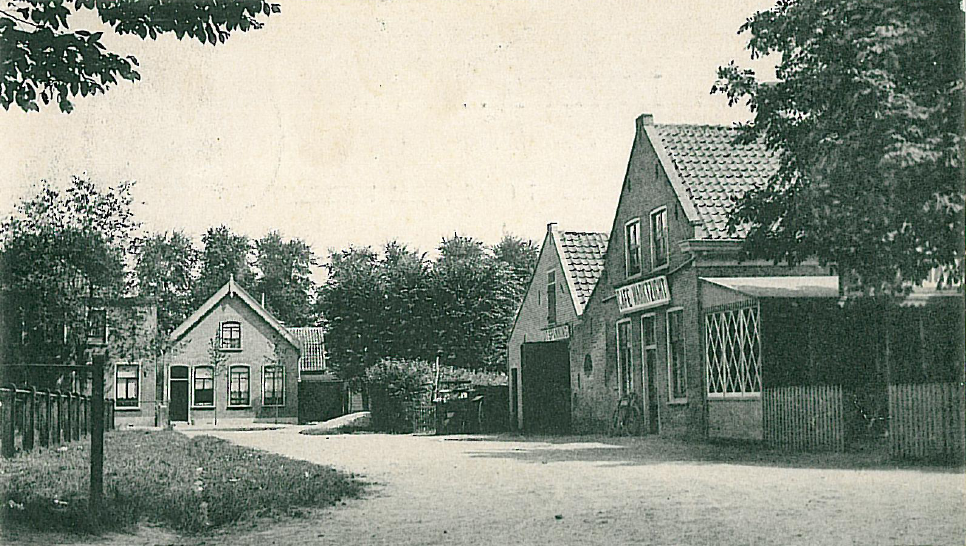
Zijkant Marktzicht, circa 1900-1911

Marktzicht is een gemeentelijk monument dat al meer dan 150 jaar een horeca-functie heeft in de Nederlandse plaats Hoofddorp. Het staat in het midden van de Haarlemmermeerpolder aan het Marktplein, naast het Polderhuis, bij de kruising van Hoofdweg en Kruisweg.

## Geschiedenis
Marktzicht werd in ca. 1856 gebouwd als logement en koffiehuis. Het was een van de eerste gebouwen in de net drooggelegde nieuwe polder. Het is altijd een horeca-bedrijf gebleven. De gemeente Haarlemmermeer heeft het pand aangewezen als gemeentelijk monument, omdat "het in de historische belevingswaarde van de polder en van Hoofddorp een grote rol speelt".
De serre van Marktzicht gaf vroeger uitzicht op de paardenmarkt. Ook de Polderboom stond daar. Deze populier was in 1852 precies in het midden van de Haarlemmermeer geplaatst nadat de polder was droog gelegd. Hij was bedoeld als symbool van wasdom en vruchtbaarheid. In 1912 moest de Polderboom wijken voor de uitbreiding van het Polderhuis. In verband met de vergroting van het Polderhuis werd ook het Marktplein verplaatst. Daarvoor is een stuk van de Kruistocht, de vaart naast de Kruisweg, gedempt. In 1911 vond de eerste paardenmarkt plaats op het huidige Marktplein. De serre van Marktzicht werd vanwege deze veranderingen verplaatst naar de zuidwestgevel.

## Bouwtechnisch
Het pand bestaat uit twee gedeeltes: een voorhuis en een achterhuis. Het voorhuis is gemetseld met gele IJsselsteen in kruisverband en gedekt met blauw gesmoorde Hollandse pannen. Het achterhuis heeft rode bakstenen in kruisverband en Hollandse pannen in diezelfde kleur.

## Gebruik
Onderstaande tabel geeft een overzicht van de verschillende eigenaren en de functie die Marktzicht toen vervulde.
| Periode      |  | Functie                                                 | Eigenaar                 |
| ------------ |  | ------------------------------------------------------- | ------------------------ |
| 1860 – 1870  |  | Logement met 10 bedden, koffiehuis                      | Zeger Bestman            |
| 1870 – 1875  |  | Logement met 10 bedden, koffiehuis                      | Arie Doekes              |
| 1875 – 1879  |  | Logement met 10 bedden, koffiehuis en biljart           | Willem Pruit             |
| 1879 – 1916  |  | Café met stalhouderij, logement en later melkhandel     | George Kamp              |
| 1916 – 1950  |  | Café met stalhouderij en bergplaats motoren             | Pieter en Elisabeth Kamp |
| 1950 – 1952  |  | Café                                                    | Kees Slot                |
| 1950 – 1963  |  | Café met slijterij                                      | Kees Slot                |
| 1963 – 1978  |  | Slijterij met proeflokaal                               | Kees Slot                |
| 1978 – 1978  |  | Plannen om Marktzicht af te breken voor een kantoorpand | A.P. van den Breejen     |
| 1978 – 1980  |  | Restauratieperiode                                      | Van Loon                 |
| 1980 – 1985  |  | Restaurant                                              | Van Loon                 |
| 1985 – 2013  |  | Restaurant                                              | Familie Plasmeijer       |
| 2013 – 2018  |  | Restaurant                                              | Familie Daamen           |
| 2018 - heden |  | Restaurant: Proeflokaal de Polderboom                   | J. Bölte                 |